# Elk Creek
Elk Creek és una població dels Estats Units a l'estat de Nebraska. Segons el cens del 2000 tenia 112 habitants.

## Demografia
Segons el cens del 2000, Elk Creek tenia 112 habitants, 48 habitatges, i 32 famílies. La densitat de població era de 332,6 habitants per km².
Dels 48 habitatges en un 33,3% hi vivien nens de menys de 18 anys, en un 50% hi vivien parelles casades, en un 12,5% dones solteres, i en un 33,3% no eren unitats familiars. En el 25% dels habitatges hi vivien persones soles el 18,8% de les quals corresponia a persones de 65 anys o més que vivien soles. El nombre mitjà de persones vivint en cada habitatge era de 2,33 i el nombre mitjà de persones que vivien en cada família era de 2,72.
Per edats la població es repartia de la següent manera: un 23,2% tenia menys de 18 anys, un 6,3% entre 18 i 24, un 30,4% entre 25 i 44, un 16,1% de 45 a 60 i un 24,1% 65 anys o més.
L'edat mediana era de 38 anys. Per cada 100 dones de 18 o més anys hi havia 91,1 homes.
La renda mediana per habitatge era de 26.250 $ i la renda mediana per família de 30.833 $. Els homes tenien una renda mediana de 25.625 $ mentre que les dones 6.667 $. La renda per capita de la població era de 12.606 $. Aproximadament el 12,5% de les famílies i el 13,2% de la població estaven per davall del llindar de pobresa.

## Poblacions més properes
El següent diagrama mostra les poblacions més properes.